# Autozoïde

Vue générale d'un corail mou avec les principales sections

Un polype autozoïde est, chez les cnidaires, un polype complet et totalement fonctionnel, disposant de tous les attributs physiques d'un polype et assurant toutes les fonctions (nourrissage, reproduction etc.). Il est donc différent du polype siphonozoïde qui lui, ne dispose pas de tous les attributs physiques et n'assure pas toutes les fonctions.